# Mistrzostwa Europy w Wioślarstwie 2007 – czwórka podwójna kobiet
Czwórka podwójna kobiet (W4x) – konkurencja rozgrywana podczas Mistrzostw Europy w Wioślarstwie 2007 w Poznaniu między 21 a 23 września.

## Harmonogram konkurencji
| Wydarzenie                  | Runda           |
| --------------------------- | --------------- |
| Piątek, 21 września 2007    | Wyścig pokazowy |
| Niedziela, 23 września 2007 | Finał A         |

## Medaliści
| Złoto                                                                                   | Srebro                                                                        | Brąz                                                                    |
| Ukraina · Switłana Spiriuchowa · Natalija Huba · Ołena Ołefirenko · Tetiana Kolesnikowa | Rumunia · Ionelia Zaharia · Eniko Mironcic · Camelia Lupascu · Roxana Cogianu | Niemcy · Sophie Dunsing · Julia Richter · Judith Aldinger · Lena Moebus |

## Wyniki

### Wyścig pokazowy
Reguła kwalifikacji: 1... → FA
| Miejsce | Zawodnik                                                                       | Kraj     | Czas    | Uwagi |
| ------- | ------------------------------------------------------------------------------ | -------- | ------- | ----- |
| 1       | Switłana Spiriuchowa Natalija Huba Ołena Ołefirenko Tetiana Kolesnikowa        | Ukraina  | 6:39,40 | FA    |
| 2       | Ionelia Zaharia Eniko Mironcic Camelia Lupascu Roxana Cogianu                  | Rumunia  | 6:41,15 | FA    |
| 3       | Sophie Dunsing Julia Richter Judith Aldinger Lena Moebus                       | Niemcy   | 6:46,20 | FA    |
| 4       | Birgit Pühringer Sandra Wolfsberger Christine Schönthaler Michaela Taupe-Traer | Austria  | 6:47,88 | FA    |
| 5       | Anastasija Fadziejenka Wiktoryja Czepikawa Hanna Haura Alina Pilhun-Machniewa  | Białoruś | 6:48,27 | FA    |
| 6       | Agata Gramatyka Magdalena Fularczyk Natalia Madaj Kamila Soćko                 | Polska   | 6:50,38 | FA    |

### Finał A
| Miejsce | Zawodnik                                                                       | Kraj     | Czas    | Uwagi |
| ------- | ------------------------------------------------------------------------------ | -------- | ------- | ----- |
|         | Switłana Spiriuchowa Natalija Huba Ołena Ołefirenko Tetiana Kolesnikowa        | Ukraina  | 6:42,34 |       |
|         | Ionelia Zaharia Eniko Mironcic Camelia Lupascu Roxana Cogianu                  | Rumunia  | 6:47,50 |       |
|         | Sophie Dunsing Julia Richter Judith Aldinger Lena Moebus                       | Niemcy   | 6:47,64 |       |
| 4       | Birgit Pühringer Sandra Wolfsberger Christine Schönthaler Michaela Taupe-Traer | Austria  | 6:53,44 |       |
| 5       | Agata Gramatyka Magdalena Fularczyk Natalia Madaj Kamila Soćko                 | Polska   | 6:53,99 |       |
| 6       | Anastasija Fadziejenka Wiktoryja Czepikawa Hanna Haura Alina Pilhun-Machniewa  | Białoruś | 6:55,49 |       |